# Дятлино (Козловський район)
Дя́тлино (рос. Дятлино, чув. Варасăр) — присілок у складі Козловського району Чувашії, Росія. Входить до складу Солдибаєвського сільського поселення.
Населення — 369 осіб (2010; 472 у 2002).
Національний склад:
- чуваші — 98 %